# Omans herrlandslag i ishockey
Omans herrlandslag i ishockey representerar Oman i ishockey på herrsidan och kontrolleras av Omans ishockeyförbund.

## Historik
Oman spelade sin första match den 26 maj 2010 under Gulf Ice Hockey Championship. Oman spelade tre matcher, och motståndarlag var Kuwait, Saudi Arabia, och Förenade arabemiraten och förlorade alla tre matcher.

### Fotnoter
1. ↑  ”Oman All Time Results”. National Teams of Ice Hockey. https://nationalteamsoficehockey.com/wp-content/uploads/2019/07/Oman-Men-Official-Results.pdf. Läst 16 februari 2011.